# Yankees raus
Yankees raus ist das zweite Musikalbum der deutschen Punkband Slime. Es erschien 1982 als LP über Aggressive Rockproduktionen.

## Entstehungsgeschichte
1981 lernte Slime den Plattenlabelchef Karl-Ulrich Walterbach kennen, der die junge Band auf seinem kurz vorher gegründeten Label Aggressive Rockproduktionen unter Vertrag nahm. Nach den beiden Samplern Soundtracks zum Untergang veröffentlichte er zunächst das selbst finanzierte Debütalbum Slime I und unterstützte die Band danach bei der Verwirklichung ihres zweiten Albums.
Kurz nach der Veröffentlichung des Debütalbums hatte sich die Band von ihrem Schlagzeuger Peter „Ball“ Wodok getrennt, der durch häufige Alkoholexzesse nicht zuverlässig war. Christian Mevs brachte Stephan Mahler in die Band. Die beiden hatten vorher bereits bei Screamer musiziert. Mahler war bereits am Debüt beteiligt, dort schrieb er den Text zu Karlsquell und sang bei I Wish I Was. Mahler nahm bei Slime schnell das Songwriting in die Hand: er steuerte die beiden Screamer-Stücke Pseudo und Demokratie bei und schrieb 50 % der Stücke auf dem Album.
Für die Aufnahmen wurden wieder die Raubbau-Studios in Hamburg gebucht. Produzent war Thomas Baur.

## Coverartwork
Das Coverartwork zeigt eine Fotografie von Boris Peetz, einem Freund der Band, im Outfit einer Fast-Food-Bedienung, dem ein Hamburger ins Gesicht gedrückt wird. Der Schriftzug von Slime ist in rot gehalten. Untendrunter steht „Yankees raus“ in Großbuchstaben und in den Farben der Flagge der Vereinigten Staaten. Auf der Rückseite befindet sich ein Foto einer Versammlung von Langenhorner Punks.

## Titelliste
Bei der Original-LP wurden keine Songwriting-Credits angegeben. Die Auflistung der Autoren basiert bis auf eine Ausnahme auf den Angaben im Beiheft der DVD Wenn der Himmel brennt.
A-Seite
1. Yankees raus – 3:09 (ungeklärt)
2. Kauf oder stirb – 1:37 (Stephan Mahler)
3. Alptraum – 3:09 (Michael Mayer)
4. Pseudo – 3:32 (Stephan Mahler)
5. Wieder breit – 2:32 (Stephan Mahler)
6. Greensleeves – 1:59 (traditional)
7. Bundeswehr – 2:26 (Michael Mayer)

B-Seite
1. Gerechtigkeit – 2:53 (Stephan Mahler/Dirk Jora)
2. Gewinnen werden immer wir – 3:07 (Stephan Mahler)
3. Block E – 2:51 (Dirk Jora/Stephan Mahler)
4. Denken ist der Tod – 2:48 (Stephan Mahler)
5. Legal-Illegal-Scheißegal – 1:50 (Michael Mayer/Dirk Jora)
6. Nichts – 1:24
7. Demokratie – 3:39 (Stephan Mahler)
8. Wenn der Himmel brennt – 2:54 (Stephan Mahler)

## Wiederveröffentlichungen
1989 erfolgte erstmals eine Veröffentlichung auf Compact Disc. 2002 erschien eine neue Version über das Hamburger Punklabel Weird System, jedoch ohne dem Album einem neuen Mastering zu unterziehen, ohne Bonustracks und auch ohne CD-Äquivalent. Hintergrund war, dass die Rechte zwischenzeitlich an Universal übergegangen waren und diese die Mastertapes besaß. 2007 gelang es Slime die Rechte zurückzufordern, nachdem das Major-Label eine Zahlungsfrist verpasst hatte. Das Album wurde umgehend digital remastered und um Bonustracks angereichert über das Label Slime Tonträger neu aufgelegt.
Bonus-Tracks der Neuveröffentlichungen 2007 und 2013 (Slime Tonträger)
1. Nazis raus – 2:46 (Live in Hannover am 10. April 1982, Cover von Beton Combo)
2. Albtraum – 3:13 (Live Hasenheide Berlin 20. September 1990)
3. Demokratie – 3:25 (Gasrec/Soundgarden 1990)
4. Gerechtigkeit – 2:47 (Gasrec/Soundgarden 1990)
5. Polizei – 2:03 (Gasrec/Soundgarden 1990, Cover von Male)

## Songinfos
Die Urheberrechte zu Yankees raus sind ungeklärt. Michael Mayer gab in Daniel Rysers Bandbiografie Deutschland muss sterben an, er habe es unter dem englischen Titel Yankees Out verfasst sowie die Musik geschrieben. Die DVD Der Himmel brennt nennt als Autoren Stephan Mahler und Dirk Jora. Da beim Debütalbum die deutschsprachigen Stücke besser ankamen, als die englischsprachigen, entschied sich die Band ganz auf deutsche Texte zu setzen. Der Song wurde daher ins Deutsche übersetzt, dabei war Mahler wohl federführend. Die Originalversion wurde 1990 auf der Compilation ’81 bis ’87 veröffentlicht. Eine alternative Version des Nachfolgeprojekts Rubberslime sorgte für Ärger, nachdem es mit aktualisiertem Text auf einem Attac-Benefizsampler veröffentlicht werden sollte. In beiden Texten bedient sich der Antiamerikanismus der Band einem Nazi-Vergleich. So heißt es im Original „Im Land der Freiheit sind alle gleich/So gleich wie damals im dritten Reich“ und beim aktualisierten Text „Ein Albtraum „Made in America“/Das 4. Reich ist schon lange da“ sowie „Weltpolizei SA – SS“. Letztlich erschien der Sampler dennoch über Impact Records, jedoch ohne Nennung des Namens von Attac.
Legal-illegal-scheißegal ging schnell in den Sprachgebrauch der linken Szene über und wird noch heute gerne skandiert sowie als Graffiti verwendet. Die hessischen Grünen plakatierten ein ironisches „Legal, Illegal, Scheißegal“ im Landtagswahlkampf, der auf die CDU-Spendenaffäre 1984 anspielte.
Block E ist eines der ersten Fußballlieder der Band. Obwohl Slime als Unterstützer der FC St. Pauli gelten, feuert dieses Lied deren Langzeit-Rivalen, den Hamburger SV, an. Der Rechtsruck in der Fanszene des HSV und der gleichzeitige Linksruck des FC St. Pauli nahmen erst 1985 ihren Anfang.
Albtraum ist ein Lied, das den Schulterschluss zur Friedensbewegung sucht und vor dem Atomzeitalter warnt.

## Musikstil und Texte
Musikalisch waren Slime auf dem zweiten Album wesentlich stärker als beim Debüt von der US-amerikanischen Hardcore-Punk-Szene um Black Flag und Dead Kennedys beeinflusst. Mit Mahler kam zudem ein erfahrener Musiker in die Band, der zum wichtigsten Texter der Band wurde und die Geschicke der Band sowohl bis zur Auflösung als auch zur Zeit der Reunion lenkte. Obwohl sich mit Yankees raus, Demokratie, Legal-Illegal-Scheißegal und Gerechtigkeit auch politische Stücke auf dem Album befanden, entfernte man sich etwas von der parolenhaftigkeit der ersten Bandphase, hin zu eher persönlichen Texten. Größter Kritikpunkt des Albums ist heute der missglückte, drucklose Sound, der auf die Arbeit des Raubbau-Studios zurückzuführen ist. Das Studio war mit Punkplatten bis dato nicht vertraut und die Band war an der Soundtüftelei eher desinteressiert.